# Rechetikha
Rechetikha (en russe : Решети́ха) est une commune urbaine en Russie dans le raïon de Volodarsk de l'oblast de Nijni Novgorod. C'est le centre administratif de la commune rurale du même nom et de la municipalité de Rechetikha.
Elle est reliée par le chemin de fer par les arrêts Jioltino et Rechetikha sur la ligne Moscou-Nijni Novgorod de la nouvelle branche du Transsibérien. 

## Histoire
Le village de Rechetikha commence son histoire dans les années 1810. Une fabrique de filets de pêche ouvre en 1908-1909. Rechetikha obtient le statut de village de type urbain en 1927. 

## Population et société
Recensements (*) et estimations de la population,,:
| 1897* | 1926* | 1939* | 1959* | 1970* |
| ----- | ----- | ----- | ----- | ----- |
| 1 092 | 1 806 | 7 409 | 7 394 | 7 749 |

| 1979* | 1989* | 2002* | 2010* | 2012  |
| ----- | ----- | ----- | ----- | ----- |
| 8 196 | 8 165 | 7 482 | 6 775 | 6 837 |

| 2013  | 2014  | 2015  | 2016  | 2017  |
| ----- | ----- | ----- | ----- | ----- |
| 6 826 | 6 889 | 6 868 | 6 806 | 6 750 |

| 2018  | 2019  | 2020  | 2021* | 2023  |
| ----- | ----- | ----- | ----- | ----- |
| 6 710 | 6 643 | 6 620 | 6 513 | 6 457 |

La population est en baisse, mais il y a une augmentation des résidences secondaires.
Il y a une petite polyclinique à Rechetikha.

## Économie
L'usine de production de filets (ОАО «Сетка») est la principale du village.
Le décret du gouvernement de la fédération de Russie du 12 février 2019 n° 128 a approuvé le statut de territoire de développement socio-économique avancé.

## Éducation et tourisme
Deux établissements d'enseignement général sont ouverts au village, ainsi que trois jardins d'enfants, et une école de sport. Tous les hivers un concours panrusse est organisé, intitulé Conte d'hiver (Зимняя сказка), où se déroulent des concours de traîneaux à chiens venus de toute la Russie.
Il y a dans les alentours deux hôtels de vacances et des camps de vacances. Les environs de l'Oka présentent des variétés rares de flore et de faune. Le village possède une église orthodoxe (monument protégé construit en 1900 dédié à saint Nicolas de style néorusse) et une petite maison de prières adventiste.

## Galerie

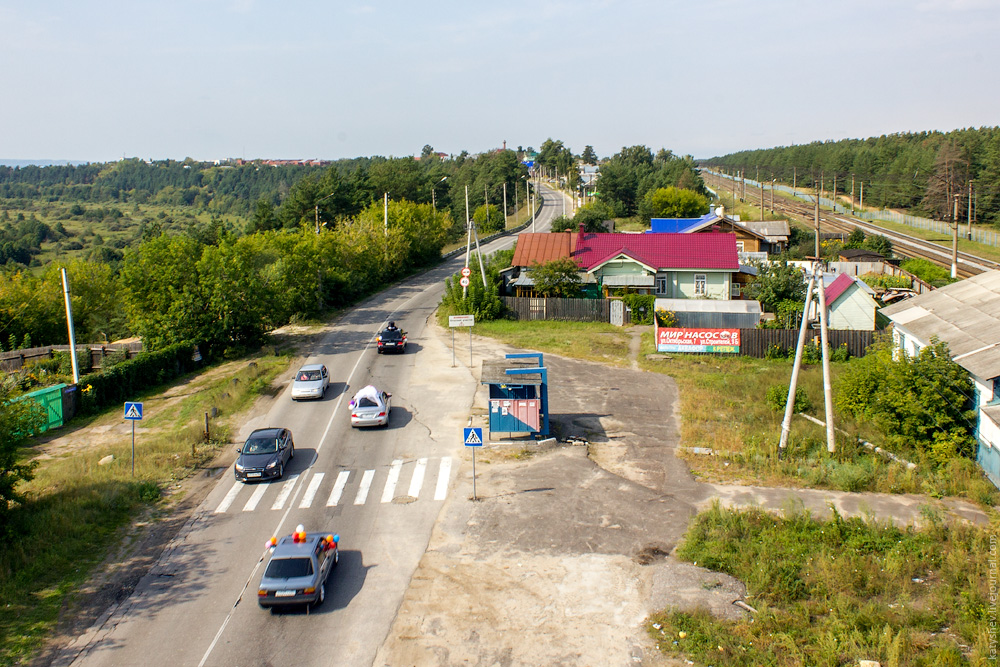
Vue aérienne de l'entrée de la commune urbaine
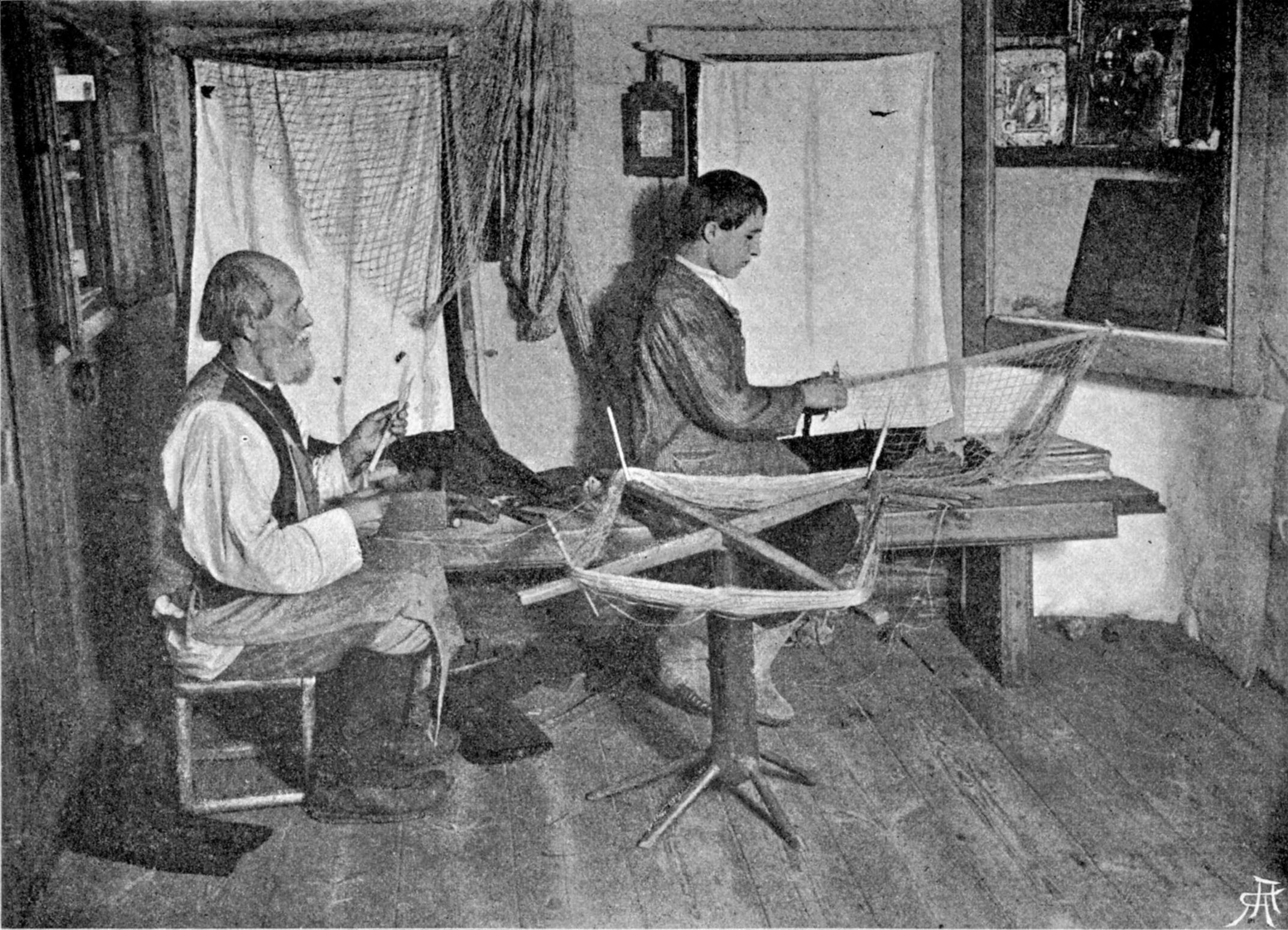
Tissage des filets de pêche. Village de Rechetikha de l'ouïezd de Balakhna (1896).
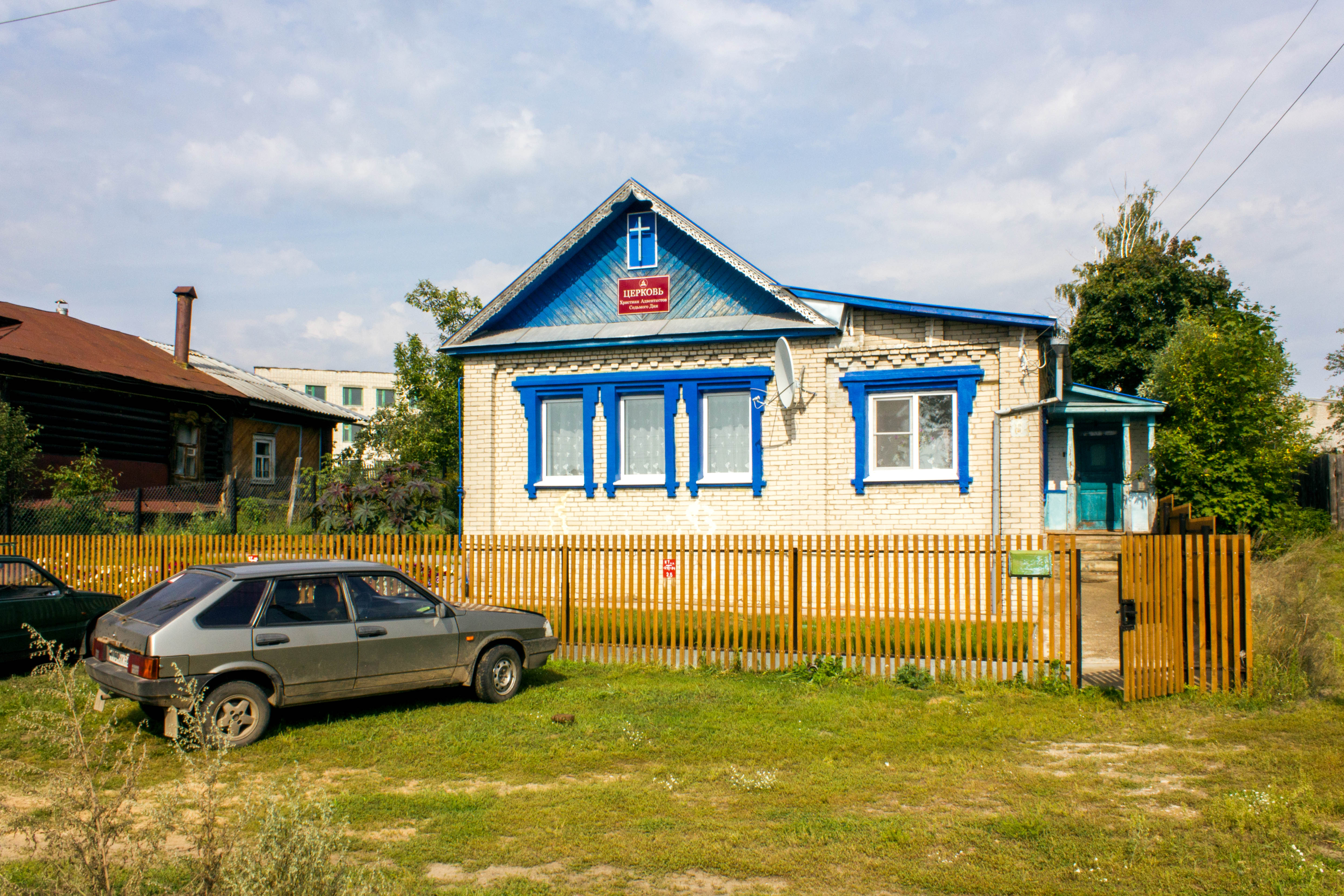
Maison à Rechetikha